# Francesc I de Lorena
Francesc I de Lorena -en francès François Ier de Lorraine i en alemany Franz I von Lothringen-Mercœur- (Nancy, 23 d'agost de 1517 - Remiremont, 12 de juny de 1545) fou duc de Bar i de Lorena de la casa de Lorena.
Essent marquès de Pont-à-Mousson, va passar part de la seva infància a la cort francesa. Però per a mantenir un cert equilibri entre Regne de França i l'Imperi, es va casar amb la neboda de l'emperador Carles V, Cristina de Dinamarca. Amb tot, el 1540 el conflicte entre la Casa de Valois i la dels Habsburg canvià de rumb i d'escenari. El rei de França Francesc I va renunciar a Itàlia i el camp de batalla entre els dos bàndols es desplaçà cap al nord, afectant directament Lorena. El pare de Francesc, Antoni de Lorena, va procurar mantenir una política de neutralitat. Però no van aconseguir impedir la invasió del ducat per part de les tropes imperials la primavera de 1544.
En morir el seu pare, el 1544, va assumir la titularitat dels ducats de Lorena i de Bar, però Francesc va morir a l'any següent. Francesc, durant el breu temps de govern, va procurar seguir la política de neutralitat del seu pare i actuà com a intermediari entre els dos monarques contendents. Va tenir un paper important en les negociacions que van derivar en la Pau de Crépy el 18 de setembre de 1544.

## Família
Era el fill gran del duc Antoni II de Lorena (1489-1544) i de Renata de Borbó-Montpensier (1494-1539). El 10 de juliol de 1541 es va casar a Brussel·les amb Cristina d'Oldenburg (1521-1590), filla de Cristià II de Dinamarca (1481-1559) i de l'arxiduquessa Elisabet d'Habsburg (1501-1526), germana de l'emperador Carles V. El matrimoni va tenir quatre fills: 
- Carles (1543-1608), casat amb Clàudia de França (1547-1575).
- Renata (1544-1602), casada amb Guillem V de Baviera (1548-1626).
- Dorotea (1545-1621), casada primer amb el duc Èric II de Brunsvic-Kalenberg (mort el 1584) i després amb Marc de la Palud Varambon (mort el 1598).
- Isabel (1530).